# Splachnidiaceae
Famille
Les Splachnidiaceae sont une famille d’algues brunes de l’ordre des Scytothamnales. 

## Étymologie
Le nom vient du genre type Splachnidium dérivé du grec σπλάγχνο / splánchno, « viscères ; entrailles », et du suffixe "-idium" tiré du grec ειδοσ / eidos, « aspect extérieur ; forme ; apparence », probablement en référence à la fronde de l'algue dont  l'« aspect extérieur cylindrique, tubulaire, gonflé, coriace », peut faire penser à des viscères. 

## Classification
En 2014, à la suite d’analyses génétiques, des phycologues français ont proposé La Réunion des trois genres Scytothamnus (en), Stereocladon (d) et Splachnidium (d) dans la seule famille des Splachnidiaceae.

## Liste des genres
Selon World Register of Marine Species (20 décembre 2021) :
- Scytothamnus J.D.Hooker & Harvey, 1845 : genre type des Scytothamnaceae, Womersley, 1987
- Splachnidium (d) Greville, 1830

Le genre Stereocladon J.D.Hooker & Harvey, 1845  n'est pas répertorié par WoRMS.